# The Megan Mullally Show
The Megan Mullally Show was een Amerikaans praatprogramma gepresenteerd door Megan Mullally.
Het programma werd voor het eerst uitgezonden op 18 september 2006 en werd in januari 2007 stopgezet vanwege tegenvallende kijkcijfers. Het programma werd in de Verenigde Staten nationaal uitgezonden op TBS.